# Gabor Maté
Ne doit pas être confondu avec Gábor Máté.
Gabor Maté (né le 6 janvier 1944) est un médecin canadien. Il a une formation en médecine familiale et un intérêt particulier pour le développement de l'enfance, les traumatismes et les impacts potentiels à vie sur la santé physique et mentale, notamment les maladies auto-immunes, le cancer, le trouble déficitaire de l'attention avec hyperactivité (TDAH),  les dépendances et un large éventail d'autres conditions : (maladies).
L'approche de Maté en matière de dépendance se concentre sur le traumatisme subi par ses patients et cherche à y remédier lors de leur rétablissement. Dans son livre In the Realm of Hungry Ghosts: Close Encounters with Addiction , Maté discute des types de traumatismes subis par les personnes souffrant de troubles liés à l'usage de substances et de la manière dont cela affecte leur prise de décision plus tard dans la vie.
Il est l'auteur de cinq livres explorant des sujets tels que le TDAH, le stress, la psychologie du développement et la dépendance. Il est chroniqueur régulier pour The Vancouver Sun et The Globe and Mail. Il considère le TDAH non pas comme une pathologie mais plutôt comme un mécanisme d'adaptation.

## Biographie
Gabor Maté naît dans une famille juive à Budapest, en Hongrie, en 1944,. Ses grands-parents maternels, Josef Lövi et Hannah Lövi, originaires de la ville de Košice dans l'est de la Slovaquie, ont été tués dans le camp de concentration et centre d'extermination d'Auschwitz alors qu'il avait cinq mois. Son père a connu le travail forcé sous le joug du parti nazi.
En 1956, il émigre au Canada. Il est étudiant pendant la guerre du Viêt Nam à la fin des années 1960 et obtient un BA de l'Université de la Colombie-Britannique à Vancouver,.
En 1969, il épouse l'artiste et diplômée de l'UBC, Rae Maté. Ils ont trois enfants, dont le blogueur écrivant pour The Grayzone, Aaron Maté.
Après avoir travaillé comme professeur d'anglais et de littérature au secondaire pendant plusieurs années, il retourne à l'Université de la Colombie-Britannique pour obtenir son doctorat en médecine familiale générale en 1977.
Gabor Maté dirige un cabinet familial privé à East Vancouver pendant plus de 20 ans. Il est coordonnateur médical de l'unité de soins palliatifs de l'hôpital de Vancouver pendant sept ans. Pendant 12 ans, il est médecin du personnel de l'hôtel Portland, une résidence et un centre de ressources situé au centre-ville de Vancouver. Beaucoup de ses patients ont des problèmes concomitants de santé mentale et de toxicomanie, en plus de problèmes de santé chroniques, comme le VIH. Il travaille dans des cliniques de réduction des méfaits du Downtown Eastside de Vancouver. Il écrit sur ses expériences de travail avec des personnes souffrant de troubles liés à l'usage de substances dans In the Realm of Hungry Ghosts.
En 2008, il fait la une des journaux nationaux pour défendre les médecins travaillant à Insite, un site d'injection sécuritaire légalement supervisé, après que le ministre fédéral de la Santé, Tony Clement, les ait attaqués comme étant contraires à l'éthique.
En 2010, Maté s’intéresse à la plante médicinale traditionnelle amazonienne, l’ayahuasca, et à son potentiel pour traiter les addictions. Il s'associe à un Shipibo ayahuasquero péruvien (guérisseur chamanique traditionnel) et commence à diriger des retraites de plusieurs jours pour le traitement de la toxicomanie, y compris celles dans une communauté des Premières Nations des Salish de la côte qui ont fait l'objet d'une étude observationnelle menée par des chercheurs en santé de l' Université de Victoria et du Université de la Colombie-Britannique. Bien que préliminaires et limités par la conception de l'étude observationnelle, les résultats de la recherche montrent que les participants présentaient des améliorations significatives dans certaines mesures psychologiques et des réductions de la consommation problématique de substances, ce qui suggère que ses affirmations concernant l'efficacité thérapeutique pourraient être bien fondées.
Cependant, lorsque le gouvernement fédéral canadien apprend son travail avec l'ayahuasca en 2011, Santé Canada menace de renvoyer l'affaire à la GRC s'il ne cessait pas immédiatement ses activités avec une drogue illégale.

## Publications

### Médecine
Dans ses livres et conférences, Gabor Maté souligne le rôle des aspects biopsychosociaux de la pathologie et le rôle du traumatisme psychologique et du stress. Il souligne l'importance des relations et de l'attachement social pour l'apprentissage et la santé. Ses idées sont cohérentes avec un cadre de soins tenant compte des traumatismes.
Il définit la dépendance comme tout comportement ou substance qu'une personne utilise pour soulager la douleur à court terme, mais qui entraîne des conséquences négatives à long terme. Sans s’attaquer à la cause profonde de la douleur, une personne peut essayer d’arrêter, mais elle aura finalement besoin d’un soulagement supplémentaire et sera sujette à une rechute. Selon cette définition, de nombreuses choses dans la culture moderne ont le potentiel de créer une dépendance, comme le jeu, le sexe, la nourriture, le travail, les médias sociaux et les drogues.
Il soutient que la « guerre contre la drogue » punit en fait les gens qui ont été abusés et les enracine plus profondément dans la dépendance, car des études montrent que le stress est le principal moteur des rechutes et des comportements addictifs. Il dit qu'un système qui marginalise, ostracise et institutionnalise les personnes dans des établissements sans soins et sans accès facile aux médicaments, ne fait qu'aggraver le problème,.

### Israël et Palestine
En juillet 2014, Gabor Maté écrit un article d'opinion intitulé « Le beau rêve d'Israël est devenu un cauchemar ». Il décrit comment les politiques imposées par Israël n'étaient pas compatibles avec une paix juste, et décrit comment « il n'est pas possible de comprendre Gaza hors de son contexte ».
Il établit des comparaisons directes entre Gaza et le ghetto de Varsovie et commente le grave déséquilibre des pouvoirs en déclarant : « Contrairement à Israël, les Palestiniens manquent d'hélicoptères Apache, de drones guidés, d'avions de combat équipés de bombes et d'artillerie à guidage laser ».

« Israël veut la paix ? Peut-être, mais comme l'a souligné le journaliste israélien chevronné Gideon Levy, il ne veut pas une paix juste. L'occupation et l'annexion rampante, un blocus inhumain, la destruction d'oliveraies, l'emprisonnement arbitraire de milliers de personnes, la torture, humiliations quotidiennes de civils, démolitions de maisons : ce ne sont pas des politiques compatibles avec une quelconque volonté de paix juste »

.
En novembre 2023, un mois après l'attaque du 7 octobre 2023, il décrit comment il a pleuré tous les jours pendant deux semaines après sa visite à Gaza, il déclare « C'est comme si on regardait Auschwitz sur TikTok ». Il appelle également à la fin de l’occupation et de la persécution des Palestiniens, ainsi qu’au retour des terres palestiniennes occupées depuis 1967,,.

## Filmographie
Gabor Maté apparaît dans plusieurs films en tant qu'intervenant :
- 2010 : Streets of Plenty (interviewé)
- 2010 : Vine of the Soul: Encounters with Ayahuasca
- 2011 : Zeitgeist: Moving Forward
- 2012 : The House I Live In
- 2013 : The Adventures of Dr. Crackhead
- 2013 : Neurons to Nirvana
- 2014 : The Culture High
- 2015 : A Walk Through the Tenderloin: The Invisible Class
- ? : The Invisible Class (en post-production)
- 2016 : Crow (en production)